# Route nationale 1 (Croatie)
Pour les articles homonymes, voir Route nationale 1 et D1.
La route nationale 1 (en croate Državna cesta D1), abrégée D1 est une route nationale qui s'étend de Gornji Macelj, vers la frontière slovène) au nord via Krapina, Zagreb, Karlovac, Slunj, Gračac, Knin, Sinj et se terminant à Split. Elle est longue de 418,7 km.